# Ceraplectana trachyderma
Ceraplectana trachyderma is een zeekomkommer uit de familie Caudinidae.
De wetenschappelijke naam van de soort werd in 1908 gepubliceerd door Hubert Lyman Clark.